# Paul Drude
Pour les articles homonymes, voir Drude.
Paul Karl Ludwig Drude (12 juillet 1863 – 5 juillet 1906) est un physicien allemand spécialisé dans l'optique.

## Biographie
Né à Brunswick d'un père médecin, il est le demi-frère du botaniste Carl Georg Oscar Drude. Paul Drude a commencé ses études en mathématiques à l'université de Göttingen, mais s'est ensuite dirigé vers la physique. C'est sous la direction de Woldemar Voigt qu'il termine son doctorat en 1887 et rédige un mémoire portant sur la réflexion et la diffraction de la lumière dans les cristaux.
En 1894, il est nommé professeur à l'université de Leipzig et épouse Emilie Regelsberger, fille d'un avocat de Göttingen avec laquelle il eut quatre enfants.
En 1900, il obtient le poste d'éditeur de la revue scientifique Annalen der Physik.
Il enseigne à l'université de Giessen de 1901 à 1905 et est promu directeur du département de physique de l'université de Berlin ; à la fin du mois d'avril 1905, il était élu membre de l’Académie royale des sciences de Prusse. Le 28 juin 1906 (7 jours avant son suicide) il y donna sa leçon inaugurale. On a recherché dans ce discours des explications du geste funeste de ce savant ; il est vrai du moins qu'il y évoque avec préoccupation le rythme fiévreux des révélations expérimentales qui agitaient la physique en ces premières années du XXe siècle :

« Tout comme cela procure une satisfaction extrême de vivre à l’époque des plus gros bouleversements de sa propre discipline, où des questions nouvelles propres à la recherche se multiplient, de même cela précipite le rythme de la recherche scientifique, et bouleverse la réflexion contemplative qui, il n'y a encore que quelques décennies, permettait à plusieurs érudits de mûrir leur réflexion en laboratoire, à leur table de travail ou au contact de la nature […] »

— Paul Drude
 , Zur Elektronentheorie der Metalle.
Il met fin à ses jours le 5 juillet 1906.

### Ses travaux
Paul Drude a mené ses premières expériences en mesurant avec une grande précision, les constantes optiques de divers solides. Ses travaux ont ensuite consisté en la dérivation de relations entre constantes optiques et électriques et la structure physique de la matière.
Paul Drude s'est d'abord consacré à l'étude théorique et expérimentale des propriétés optiques des cristaux ainsi qu'à la nature de la lumière. Au moment où son maître Voigt restait attaché au postulat mécaniste de la propagation de la lumière par le truchement d'un éther, Drude explora l'Électromagnétisme phénoménologique de Maxwell : mais, constatant surtout que les deux théories aboutissaient aux mêmes équations aux dérivées partielles, il considéra d'abord que la question n'avait pas d'intérêt pratique. C'est au cours de cette première phase d'étude qu'il composa son premier traité, Physik des Äthers auf elektromagnetischer Grundlage (1894) ; mais comme plusieurs questions se traitaient plus facilement grâce à l’électromagnétisme, Drude prit franchement parti pour cette théorie, au moyen de laquelle il espérait pouvoir expliquer tout à la fois les propriétés optiques et électriques des corps chimiques, comme réaction des charges électriques contenues dans ces substances au rayonnement d'un champ électromagnétique. En 1894, il introduit le symbole "c" (pour célérité) afin de désigner la vitesse de la lumière dans le vide.
À Leipzig , Drude compara la conductivité, le pouvoir d'absorption (dans le domaine des onde radio) et les propriétés diélectriques d'un grand nombre solutions aqueuses sur de vastes plages d'intensité ; il leur découvrit dans la plupart des cas un pouvoir d'absorption bien plus élevé que ce que laissait prévoir leur conductivité. Parmi les causes de ce phénomène, il mit en évidence l'absorption sélective des radicaux OH (hydroxydes) des molécules en solution : il découvrit ainsi une méthode spectroscopique de détection de molécules à radicaux hydroxydes. En 1900, il publia son second ouvrage, le Manuel d'optique, traduit deux ans plus tard en anglais, dans lequel sont réunies pour la première fois l'optique et l'électricité.
À Gießen, Drude échafauda une théorie des électrons dans les métaux (cf. modèle de Drude) inspirée de concepts de la thermodynamique classique, celle du « gaz d'électrons » ; cette recherche occupait simultanément Lorentz, Thomson et Riecke (de). Alors qu'il cherchait à expliquer par cette théorie les valeurs de la conductivité électrique et de la conductibilité thermique, il découvrit qu'à une température donnée, ces deux caractéristiques physiques devaient être dans un même rapport pour tous les métaux. Cette prédiction théorique concordait assez précisément avec les résultats expérimentaux. D'autres concordances de ce genre semblaient indiquer que la théorie du gaz d'électrons rend correctement compte de certains aspects de l'électricité : elle sera reprise en 1933 par Arnold Sommerfeld et Hans Bethe et deviendra alors le modèle Drude-Sommerfeld.
L'emploi de lumière polarisée joua un grand rôle dans l'édification de cette théorie, raison pour laquelle Drude est aujourd'hui considéré comme l'inventeur de l'ellipsométrie.